# Publius Cornelius Sulla (designierter Konsul 65 v. Chr.)
Publius Cornelius Sulla († Ende 46 v. Chr.) aus dem Zweig der Sullae der gens der Cornelier war ein römischer Politiker.
Publius Cornelius Sulla war mit Lucius Cornelius Sulla Felix verwandt. Bei dessen Proskriptionen gegen die Anhänger des Gaius Marius bereicherte er sich massiv. Zusammen mit Publius Autronius Paetus wurde er zum Konsul des Jahres 65 v. Chr. gewählt, konnte jedoch wie auch sein Kollege sein Amt nicht antreten, weil er vom Sohn des unterlegenen Amtsbewerbers Lucius Manlius Torquatus angeklagt wurde. Beide designierte Konsuln wurden aus dem Senat ausgestoßen. Später wurden Sulla und Autronius beschuldigt, zusammen mit Lucius Sergius Catilina einen gewaltsamen Umsturz geplant zu haben (sogenannte „erste Catilinarische Verschwörung“). Sulla zog sich nach Neapel zurück, wo er zurückgezogen lebte. Im Zusammenhang mit der Verschwörung Catilinas 63 v. Chr. wurde er 62 v. Chr. erneut von Lucius Manlius Torquatus angeklagt, erreichte aber einen Freispruch, nachdem ihn Quintus Hortensius Hortalus und Marcus Tullius Cicero (der bei Sulla hoch verschuldet war) verteidigt hatten.
Bei den Kämpfen zwischen Publius Clodius Pulcher und Titus Annius Milo im Jahr 57 v. Chr. diente sein Haus als Hauptquartier der Clodianer. Während des Bürgerkrieges zwischen Gaius Iulius Caesar und Gnaeus Pompeius Magnus stand er auf Seiten Caesars und befehligte die Verteidigung des caesarischen Lagers während der Schlacht von Dyrrhachium. Bei Pharsalos befehligte er den rechten Flügel der Caesarianer. Nach dem Bürgerkrieg konnte er sich beim Verkauf der Güter der Geächteten erneut bereichern. Als der unbeliebte Sulla Ende 46 v. Chr. starb, wurde sein Tod nicht betrauert.